# 시국도

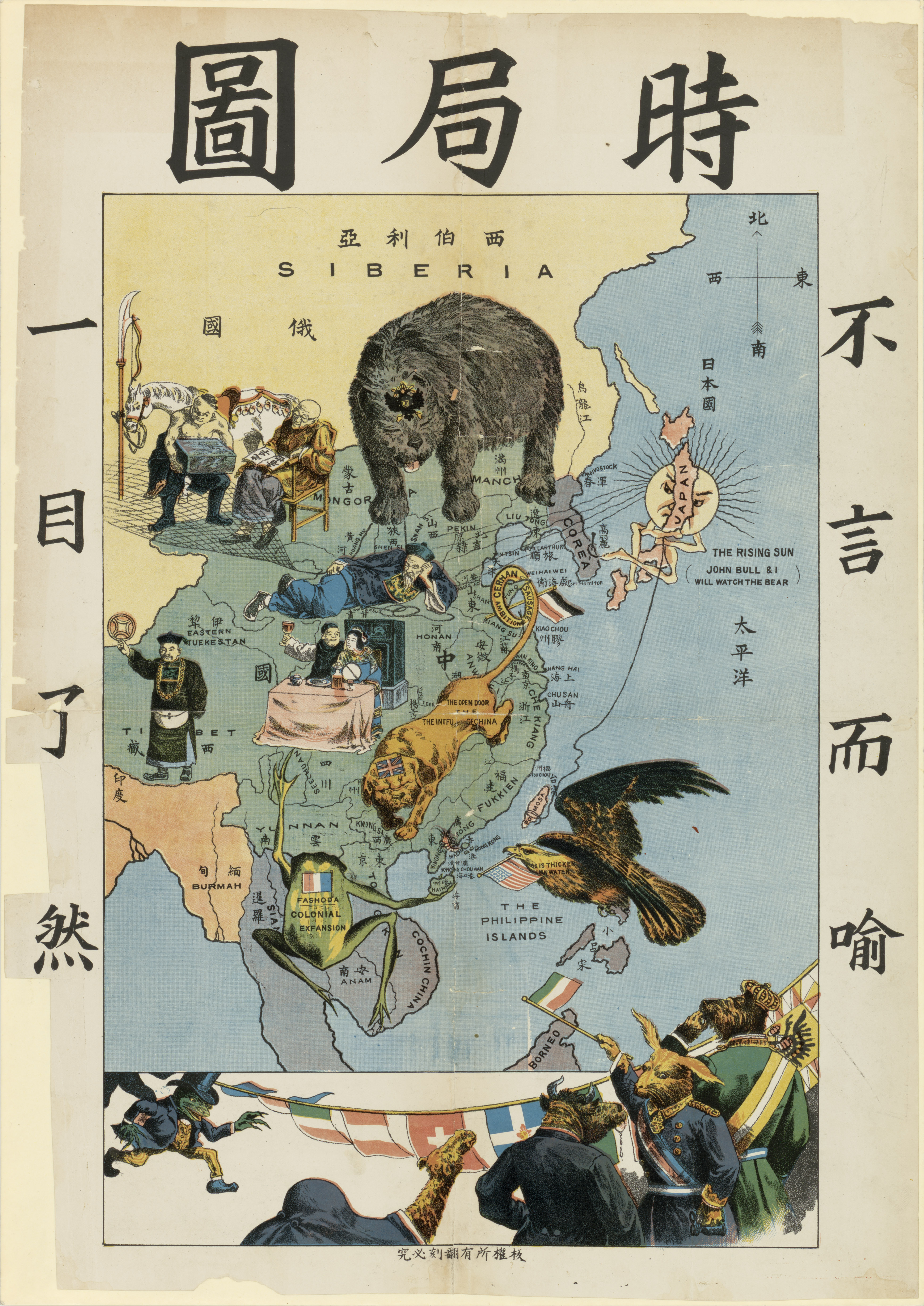
신판 《시국도》 (고화질)

《시국도》(時局圖)는 《시국전도》(時局全圖) 또는 《동아시국형세도》(東亞時局形勢圖)로도 불리며, 중국 근대사에서 저명한 한 폭의 시사 만화이다. 당시 중국은 열강들에 의해 분할되기 직전이었고, 작자는 특히 중국인들에게 경각심을 주기 위해 지도를 그렸다. 일반적으로 《시국도》의 작자는 흥중회의 회원인 사찬태(謝贊泰)로 알려져 있다.
《시국도》는 1898년 홍콩의 신문이었던 《보인문사사간》(輔仁文社社刊)에 처음 게재됐고, 1903년 채원배가 다시 그린 것이 《과분중국도》(瓜分中國圖)라는 제목으로 상하이의 신문 《아사경문》(俄事警聞)에 게재되었다

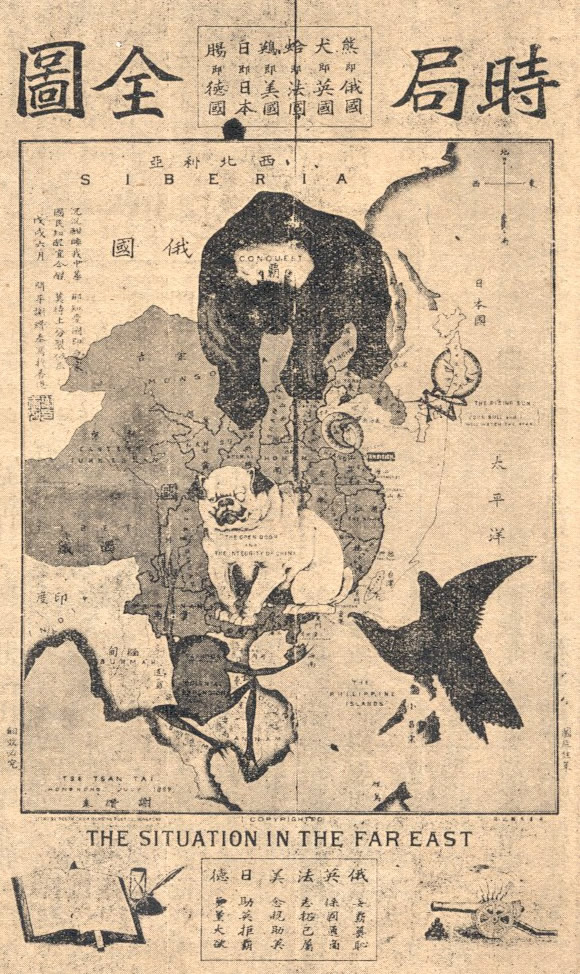
원판 《시국도》